# Ведад Ибишевић
Ведад Ибишевић (Власеница, 6. август 1984) бивши је босанскохерцеговачки фудбалер који је играо на позицији нападача. Сматра се једним од најбољих играча из Босне и Херцеговине.
Ибишевић је постигао одлучујући гол против тима Литваније у квалификацијама за Светско првенство 2014, за победу БиХ и пласман на Светско првенство први пут у историји.
Због својих голгетерских наступа навијачи су му дали надимак „Ведатор”, по америчкој франшизи филмова и стрипова Предатор.